# Ложкинская
Ложкинская — упразднённая деревня в Верховажском районе Вологодской области России.

## География
Урочище находится в северной части области, в подзоне средней тайги, в пределах южной части Важско-Кулойской низины, к югу от озера Терменьгского, на расстоянии примерно 28 километров (по прямой) к юго-юго-востоку от села Верховажье, административного центра района.

### Климат
Климат характеризуется как умеренно континентальный. Среднегодовая температура воздуха — +1,8 °C. Абсолютный минимум температуры воздуха составляет −46 °C; абсолютный максимум — +37 °C. Безморозный период длится 110—115 дней. Среднегодовое количество атмосферных осадков составляет 637 мм. В течение года преобладают ветра юго-западного направления.

## История
В «Списке населенных мест Вологодской губернии по сведениям 1859 года» населённый пункт упомянут как казённая деревня Ложкинская (Выставка) Вельского уезда, расположенная в 75 верстах от уездного города. В 1881 году входила в состав Чушевицко-Покровской волости.
По состоянию на 1 января 1973 года в составе Верхнетерменгского сельсовета.

## Население
К 1859 году  в деревне имелось 3 двора и проживало 19 человек (9 мужчин и 10 женщин).
По данным 1900 года, в деревне имелось 4 хозяйства и проживало 32 человека (15 мужчин и 17 женщин).